# 李岳 (藝人)
李豐嘉（1982年3月6日—），藝名李岳，前藝名西瓜哥哥，曾為台灣東森幼幼台的兒童節目主持人群之一，於2021年4月1日宣佈退出。
西瓜哥哥本身除了是YOYO家族成員外，也曾參與多部電視劇演出，同時也是「元氣G-boys」（元氣）組合的其中一位成員（其餘兩位為沈建宏與肯尼斯）。

## 出版品

### 著作
- 《瓜瓜家族好習慣繪本》李岳（小岳哥哥） 著 尖端出版公司 2022/06/02出版
- 《李岳的交換日記》。李岳 著，台視文化公司2004年9月2日初版，ISBN 9575656385
- 《西瓜李岳哥哥元氣十足的童話英雄》。李岳 著，尖端出版公司2006年7月15日初版，ISBN 9571033162
- 《西瓜李岳哥哥不可思議的童話奇遇》。李岳 著，尖端出版公司2007年5月15日初版，ISBN：9789571034577
- 《瓜瓜兵團的煙花島歷險記》。李岳（西瓜哥哥）著，三暉出版社2008年8月1日初版

## 演出作品

### 電視劇
- 台視—逆女（飾 丁天明）
- 公視—強盜與天使
- 極速青春（飾 秀一）
- 甜檸檬之戀（飾 溥中康）
- 我的秘密花園1（飾 高英偉）
- 我的秘密花園2（飾 高英偉）
- 回家系列-年關
- 單身宿舍連環泡（飾 梁光寶）
- 2010年萌學園之萌騎士傳奇（飾 拳霸）
- 2013年萌學園5異界對決（飾 老兵大軍）
- 2014年萌學園六復活之戰（飾 老兵大軍）

## 音樂作品

### 唱片
- 歡樂嘉年華
- 元氣同名專輯
- YoYo點點名2-懶人樹小步舞
- YoYo點點名3-YoYo Love You
- YoYo點點名4-快樂木屐鞋
- YoYo點點名5-郊遊點點名
- YoYo點點名6-夢想專賣店
- YoYo點點名精選輯-舞蹈教室
- YoYo點點名7-YoYo嘿嗨哈
- YoYo點點名8-動物音樂課
- YoYo點點名9-愛是大明星
- YoYo點點名精選輯-金曲大點名
- YoYo點點名10-點十成金
- YoYo點點名11-V.V.I.P
- YoYo點點名12-YoYo百分百
- YoYo點點名13-YoYo新世界

### 單曲
- 在水蜜桃姐姐-朱安禹『水蜜桃聲明』中友情獻唱水蜜桃聲明、馬拉松
- 在我的秘密花園2原聲帶中有念RAP
- 在水蜜桃姐姐-朱安禹『世界真奇妙』中友情獻唱虹彩妹妹、潑水歌、歡樂嘉年華、pizza歌
- 元氣首張EP-元氣
- 元氣第2張EP-守護天使

## 主持作品
- 民視→華視《電玩大帝國》
- YoYo點點名
- 音樂爆米花
- 創意巧手屋
- YoYo DIY 學園
- YoYo ABC
- 藍貓卡通串場
- 博物館探險趣
- YoYo嘻遊記

## 外部連結
- 西瓜哥哥李岳的Facebook專頁
- 西瓜哥哥李岳的新浪微博
- 李岳 小岳哥哥的Instagram帳戶
- 李岳 Daniel Lee的YouTube頻道 （页面存档备份，存于）